# العلاقات البليزية الكمبودية
العلاقات البليزية الكمبودية هي العلاقات الثنائية التي تجمع بين بليز وكمبوديا.

## مقارنة بين البلدين
هذه مقارنة عامة ومرجعية للدولتين:
| وجه المقارنة                                              | بليز         | كمبوديا                   |
| --------------------------------------------------------- | ------------ | ------------------------- |
| المساحة (كم2)                                             | 22.97 ألف    | 181.03 ألف                |
| عدد السكان (نسمة)                                         | 374.68 ألف   | 16.01 مليون               |
| الكثافة السكانية (ن./كم²)                                 | 16.31        | 88.44                     |
| العاصمة                                                   | بلموبان      | بنوم بنه                  |
| اللغة الرسمية                                             | لغة إنجليزية | اللغة الخميرية            |
| العملة                                                    | دولار بليزي  | ريال كمبودي، دولار أمريكي |
| الناتج المحلي الإجمالي (بليون دولار)                      | 1.84 مليار   | 22.16 مليار               |
| الناتج المحلي الإجمالي (تعادل القوة الشرائية) بليون دولار | 3.05 مليار   | 54.37 مليار               |
| الناتج المحلي الإجمالي الاسمي للفرد دولار أمريكي          | 4.88 ألف     | 1.16 ألف                  |
| الناتج المحلي الإجمالي للفرد دولار أمريكي                 | 8.42 ألف     | 3.26 ألف                  |
| مؤشر التنمية البشرية                                      | 0.715        | 0.555                     |
| رمز المكالمات الدولي                                      | +501         | +855                      |
| رمز الإنترنت                                              | .bz          | .kh                       |
| المنطقة الزمنية                                           | 00           | ت ع م+07:00               |

## منظمات دولية مشتركة
يشترك البلدان في عضوية مجموعة من المنظمات الدولية، منها:
| علم المنظمة | اسم المنظمة                        | تاريخ انضمام بليز | تاريخ انضمام كمبوديا |
| ----------- | ---------------------------------- | ----------------- | -------------------- |
|             | وكالة ضمان الاستثمار متعدد الأطراف | 29 يونيو 1992     | 1 ديسمبر 1999        |
|             | منظمة الشرطة الجنائية الدولية      | ?                 | ?                    |
|             | منظمة حظر الأسلحة الكيميائية       | ?                 | ?                    |
|             | منظمة التجارة العالمية             | ?                 | ?                    |
|             | الفريق المعني برصد الأرض           | ?                 | ?                    |
|             | الأمم المتحدة                      | 25 سبتمبر 1981    | 14 ديسمبر 1955       |
|             | مؤسسة التمويل الدولية              | 19 مارس 1982      | 26 مارس 1997         |
|             | يونسكو                             | 10 مايو 1982      | 3 يوليو 1951         |
|             | مؤسسة التنمية الدولية              | 19 مارس 1982      | 22 يوليو 1970        |
|             | البنك الدولي للإنشاء والتعمير      | 19 مارس 1982      | 22 يوليو 1970        |
|             | الاتحاد البريدي العالمي            | ?                 | ?                    |
|             | الاتحاد الدولي للاتصالات           | 16 ديسمبر 1981    | 10 أبريل 1952        |

## وصلات خارجية
- موقع وزارة الخارجية البليزية
- موقع وزارة الخارجية الكمبودية